# Felipe Olivares
Felipe Olivares (5 de fevereiro de 1910 - data de morte desconhecida) foi um futebolista mexicano. Ele competiu na Copa do Mundo FIFA de 1930, sediada no Uruguai.